# William Pitt
William Pitt, conegut com a Pitt el Vell (15 de novembre del 1708 – 11 de maig del 1778)
fou membre del Parlament anglès (1734-1766) i primer ministre de la Gran Bretanya (1766-68). Pertanyia al Partit Whig. Tenia el favor de gran part de la població però no el favor del rei ni el dels altres polítics, que veien en ell un perillós rival. Una ciutat americana, Pittsburg, va ser així anomenada en honor seu. El sobrenom el Vell li va venir quan el seu fill, també anomenat William, es va dedicar a la política. Alguns historiadors lloen la seva decisió d'implicar militarment el seu país en frenar l'avenç de França, cosa que va permetre destinar recursos a l'expansionisme de la Gran Bretanya per l'Índia i el Canadà, fins al punt de dir que amb ell va començar una nova era. En els darrers anys de la seva vida el rei Jordi III el va nomenar comte de Chatham.

## Orígens
William Pitt pertanyia a una família que s'havia fet rica amb el negoci dels diamants a l'Índia. El seu avi Thomas Pitt (1653–1726), fou governador de Madras; quan va tornar va comprar una hisenda a Boconnoc (Cornwall), i això li va donar dret a obtenir un escó dins el Parlament anglès.
El seu pare es deia Robert (1680–1727), i va ser un membre del Parlament del Partit Tory (1705-1727). La seva mare era Harriet Villiers, filla d'Edward Villiers-FitzGerald i de la irlandesa Katherine FitzGerald. Els dos oncles de William, per part de pare, Thomas i John, van ser parlamentaris del mateix partit mentre que la seva tia Lucy estava casada amb un polític i militar del Partit Whig, James Stanhope, que va ser primer ministre (1717-1721).
William Pitt va néixer a la llar familiar de Westminster, el 15 de novembre del 1708, el seu ermà gran havia nascut quatre anys abans. Tenia, a més cinc germanes: Harriet, Catherine, Ann, Elizabeth i Mary. El 1719 William i el seu germà van ingressar a Eton College. Va ser llavors que va començar a patir de gota. El 1727 va continuar els estudis al Trinity College (Oxford). L'any següent va patir un atac agut de la seva malaltia que el va fer abandonar els estudis, quan es va recuperar va viatjar per Europa i el 1730 va intentar reprendre els estudis a la Universitat d'Utrecht, però el dolor li impedia concentrar-se.

## Carrera militar
Al seu retorn va aconseguir, per recomanació d'un amic, un lloc de corneta a l'exèrcit. Es va dir que aquest amic era el ministre Robert Walpole, que estava interessant en assegurar-se el suport polític del pare i els germans de Pitt. Va estar destinat a Northampton, ja que no va sorgir cap guerra. William estava decebut per no entrar en combat, ja que pensava que el seu país s'hauria d'haver implicat en la guerra de successió de Polònia. Va demanar una excedència i va marxar a viatjar per França, però va tornar quan el seu germà li va aconseguir un escó al Parlament.

## Carrera política
Pitt es va unir a la facció dels patriots del Partit Whig. Els membres d'aquest grup es trobaven a Stowe House, la residència de lord Cobham, que era el líder. Cobham havia estat inicialment un defensor del govern de Robert Walpole, però una disputa el va fer passar-se a l'oposició.
En els seus discursos al Parlament, William Pitt va atacar la decisió de no intervenir en la guerra de Polònia, argumentant que era un incompliment del Tractat de Viena del 1731 i de l'aliança amb Àustria. Les seves crítiques van incomodar el ministre Walpole que, el 1736 va aconseguir que el fessin fora de l'exèrcit. La pèrdua d'ingressos econòmics aviat va quedar compensada, ja que, Frederick, el príncep de Gal·les es va barallar amb el seu pare, el rei Jordi II, i es va unir al partit de l'oposició. El príncep va nomenar Pitt secretari personal (Groom of the Bedchamber).
William Pitt va continuar atacant el govern, aquesta vegada de ser massa tous amb el govern espanyol, citava casos de mercaders espanyols que havien maltractat els anglesos i va criticar el Pacte del Prado del 1739 per acabar pacíficament amb el problema del contraban. Finalment va aconseguir que el govern declarés la guerra a Espanya. Va haver un primer èxit a la batalla de Portobello (Panamà), però després els resultats van ser negatius i Pitt va aprofitar per culpabilitzar el govern de la lentitud en prendre decisions.

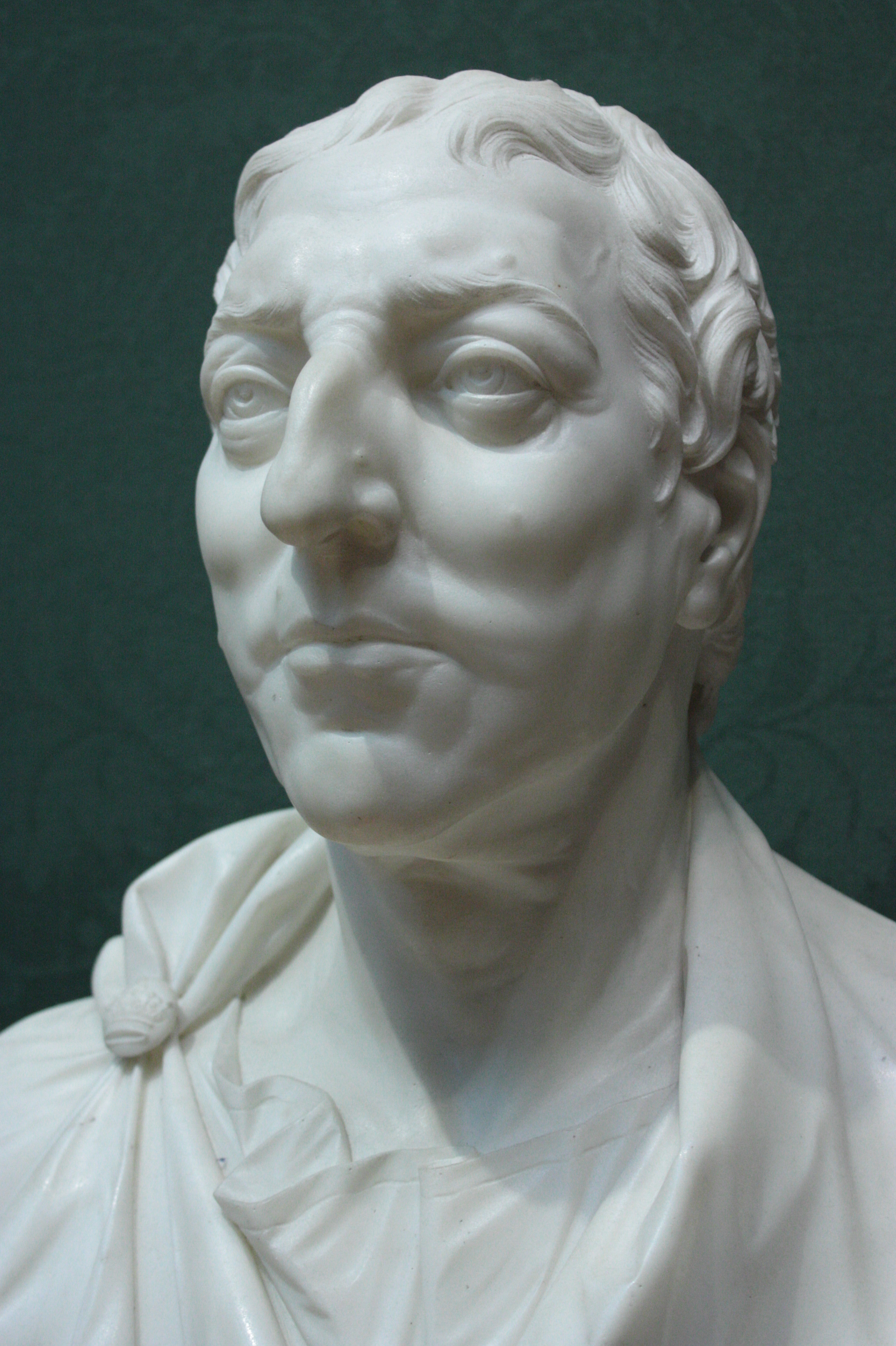
Bust de Pitt el Vell, obra de Joseph Wilton. (National Portrait Gallery)

El govern va abandonar la desastrosa campanya americana i es va centrar en la guerra de successió austríaca en què estaven implicats diversos països europeus, per por que França no envaís els Països Baixos, que estaven units a la Corona d'Anglaterra per herència reial. El primer ministre va crear un impost per obtenir diners amb què donar suport a Àustria. Pitt va criticar la decisió i va crear un ambient d'hostilitat contra la dinastia dels Hannover. El mateix Jordi II va anar a la guerra encapçalant l'exèrcit i va aconseguir una victòria a la batalla de Dettingen el 1743.
El 1742 va aconseguir que fessin una moció de censura a Walpole i es va refer la configuració del gabinet de govern, però ell no va ser escollit per la nova formació ni tampoc en les següents eleccions, probablement per les declaracions que havia fet contra el rei i els Hanover. El 1744 va morir una destacada membre del partit Whig, Sarah Churchill, que li va deixar en el seu testament 10.000 lliures «en reconeixement de la seva noble defensa de les lleis d'Anglaterra i [els seus esforços] per evitar la ruïna del país».
El febrer del 1746 el rei Jordi II, a contracor i per insistència dels seus ministres, va acceptar donar un càrrec d govern a Pitt i va ser el de vicetresorer d'Irlanda. El maig del mateix any va ser traslladat a un altre càrrec: paymaster-general, el responsable de les finances de l'exèrcit britànic i això el donava dret a estar en el Consell Privat, però no en el Gabinet. Pitt va rebutjar quedar-se amb una comissió de l'1,2% de cada petició relacionada amb els desplaçaments de l'exèrcit, com havien fet els seus antecessors, i amb això es va guanyar la confiança del rei.
Quan Thomas Pelham-Holles, duc de Newcastle, fou nomenat primer ministre, Pitt no va cessar d'atacar-lo en els seus discursos tot i que eren del mateix partit perquè el duc havia donat preferència a Thomas Robinson, un polític sense experiència. En aquell moment van sorgir tensions entre França i el Regne Unit, ja que tots dos es disputaven el territori americà d'Ohio. Pitt va aprofitar la primera derrota per retreure el mal govern de Thomas Pelham-Holles. El primer ministre va decidir donar diners a diversos països europeus perquè es mantinguessin neutrals en el conflicte, però la mateixa decisió presa per un ministre del Partit Tory en el passat havia estat molt criticada pels del Partit Whig i Pitt li va retreure. El novembre el 1755, Pelham-Holles el va cessar del seu càrrec de paymaster. Però Pitt va continuar atacant-lo en públic, el 1756 el va acusar d'haver deixat l'illa de Menorca desprotegida perquè els francesos la poguessin prendre. En sentir això, una multitud enfurismada va agredir Pelham-Holles quan passejava per Greenweech.
Va planejar una incursió amfíbia a Rochefort en 1756 per envair la ciutat i cremar els vaixells a Charanta per provocar que França hagués de destinar més tropes a protegir el litoral havent de retirar-les del front continental. L'expedició va partir el 8 de setembre amb John Mordaunt comandant les tropes i Edward Hawke la flota. El 23 de setembre, l'Île-d'Aix va ser presa, però la boira no va permetre el desembarcament a Rochefort durant diversos dies i l'expedició va tornar a casa. L'atac va acabar amb un fracàs, però va ser seguit per diverses operacions similars en els anys següents.va enviar una expedició per prendre l'assentament francès a Saint Louis del Senegal, i els britànics van capturar Senegal amb facilitat el maig de 1758 enduent-se grans quantitats de mercaderies capturades. Pel desembre del 1756, Pitt va ser nomenat secretari d'estat del departament del sud, i president de la Cambra dels Comuns. Pitt va dir al nou primer ministre William Cavendish: "Senyor, estic segur que només jo puc salvar aquest país". Tenir el suport del poble no va ser suficient per governar i a l'abril del 1757 el van destituir per haver-se oposat a la política envers Europa i les circumstàncies relacionades amb l'execució de l'almirall John Byng.
En les eleccions del 1757 Pitt i Thomas Pelham-Holles van formar coalició: el primer tenia el suport del poble i el segon el del rei. Es van centrar en resoldre els problema de la Guerra dels Set Anys intentant que els hannoverians trenquessin la convenció de pau amb França i es posessin del bàndol britànic.Per altra banda van enviar l'exèrcit britànic, comandat per Charles Spencer, a deturar l'avanç dels francesos per Alemanya. A més va enviar una altra part de l'exèrcit a deturar el comerç que França mantenia amb l'Àfrica Occidental, cosa que va resultar ser molt lucrativa per als britànics. Mentrestant, a Amèrica, l'exèrcit va establir un fort que van anomenar Pittsburgh en honor seu, que va ser útil en el domini d'Ohio; el 1760 l'expedició va continuar la seva conquesta fins a Mont-real.
L'octubre del 1760 va morir el rei i el va succeir Jordi III que, encara que anys enrere s'havia mostrat amistós amb Pitt ara li era desfavorable per la seva aliança amb Pelham-Holles i la intervenció en la guerra europea.
El 1761 li van arribar rumors que els Borbons d'Espanya i França s'anaven a aliar contra Gran Bretanya i va proposar enviar reforços a Jamaica, des d'on impedirien que els vaixells espanyols arribessin als ports propers. Aquesta proposta no va agradar a la resta de membres del gabinet, que tenien por que altres països s'impliquessin a favor d'Espanya, i Pitt va dimitir. El rei el va compensar amb una pensió anual de £3000 a l'any i el títol de comte de Chatham.
El 1763, quan es discutia al Parlament el tractat de pau (Tractat de París (1763)), va demanar que el portessin per fer un discurs, ja que ell no podia caminar perquè estava patint un atac de gota. Pitt pensava que la feina s'havia deixat a mig acabar i demanava un any més de guerra que hauria acabar amb el poder francès per definitivament. No van tenir suport en la seva idea.
El 1766 el rei el va proposar com a substitut del primer ministre i va acceptar. En aquest retorn, el títol de comte de Chatham li va permetre estar a la Cambra dels Lords en lloc de la Cambra dels Comuns, tanmateix això li va fer perdre suport del poble. Una de les primeres decisions va ser efectuar un embargament sobre el comerç de cereals, cosa que va creure necessària per a la desastrosa collita d'aquell any. La decisió va tenir una forta oposició. Tot seguit li va arribar la notícia de la declaració d'independència de les colònies americanes i no va saber com reaccionar. La decisió de posar un impost sobre el te i altres productes per pressionar els colons va ser idea de Charles Townshend. Pitt va començar a tancar-se al seu despatx i a no voler rebre ningú; es rumorejava que la gota l'havia portat a la demència. Va dimitir, però va tornar a la política el 1770.
William Pitt va morir l'11 de maig del 1778, als 69 anys i li van erigir un monument a l'Abadia de Westminster.

## Matrimoni i descendència
Pitt es va casar amb Hester Grenville (1720–1803), filla del 1a comtessa de Temple, el 16 de novembre del 1754. Van tenir cinc fills:
- Hester Stanhope (1755 – 1780), que es va casar amb el vescomte de Mahon, i després amb el comte de Stanhope.
- John Pitt, 2n comte de Chatham (1756–1835).
- Harriet Pitt (1758–1786), que es va casar amb Edward James Eliot.
- William Pitt "El Jove" (1759–1806), que fou primer ministre.
- James Charles Pitt (1761–1781).